# 卡比 (漫画家)
让·卡比特（法語：Jean Cabut，1938年1月13日—2015年1月7日）是一位法国讽刺漫画家，以笔名卡比（Cabu）而知名。2015年1月在查理週刊總部槍擊案中死亡。卡比是查理周刊的一名漫画家，同时也是股东之一。

## 生平
卡比年轻时在巴黎的École Estienne学校学习艺术，1954年他首次在当地的一家报纸上发表作品。阿尔及利亚战争期间，卡比被迫应征入伍2年，他的才能被陆军杂志所利用。军队服役的经历使卡比变成一个反军国主义者，并且形成了一种略微的无政府主义观点。
1960年，卡比离开了军队，参与创办了切腹杂志(查理周刊的前身)。1970、1980年代，卡比与儿童电视节目合作，成为了一个流行的艺术家。他还一直为查理周刊和鸭鸣报创作政治漫画。
2006年2月，作为对日德兰邮报穆罕默德漫画事件的响应，卡比的一副漫画出现在查理周刊封面，漫画描绘了穆斯林的先知穆罕默德，标题为“被原教旨主义者淹没的默罕默德”，画中先知哭着说“被混蛋们爱戴太难了”，该漫画引起了极大争议和诉讼。
2006年9月至2007年1月，在巴黎市政厅组织了一个"卡比和巴黎"的展览。

## 死亡
2015年1月7日，基地组织两名枪手冲进查理周刊在巴黎的办公室发起袭击（查理周刊总部枪击案），事件导致卡比与7名同事、2名警察和2名其他人员丧生。
让·克劳德·梅林（Jean-Claude Merlin）于2016年6月5日将自己发现的小行星320880以"卡比"命名，以示对他的纪念。